# Płyta skirtotymiczna
Płyta skirtotymiczna - jest to druga płyta wydana przez eksperymentalny zespół Kanał Audytywny w 2004 roku.

## Lista utworów
1. Intro (2 Metry Pod Ulicami) [5:51]
2. Tony Te Mym Prymatem [3:38]
3. Laboratorium [4:27]
4. Jest Inna Droga [5:26]
5. Takt Lotny Jak Ptak [3:33]
6. Next Flame [3:20]
7. Tryptyk [3:30]
8. Beatbox Elektro [2:07]
9. Pokonuje Mile [4:15]
10. Yo Snoop [3:38]
11. Mój Świat [4:03]
12. Psotna Dorota [2:31]
13. Takie Chwile [4:44]
14. Dale Kostąd [4:33]
15. Spalony [4:42]
16. Gwiezdne Galaktyki [7:50]